# Koori
Koori (japanska: 桑折町?, Koori-machi), även transkriberat Kōri, är en landskommun (köping) i Fukushima prefektur i Japan.  
Senator Mazie Hirono som representerar delstaten Hawaii i USA:s senat är född i Koori. 